# Kerala J. Snyder
Kerala Johnson Snyder (* 1936) ist eine amerikanische Musikwissenschaftlerin, Organistin und emeritierte Hochschullehrerin der Eastman School of Music.

## Leben
Snyder ist eine Absolventin des Wellesley College (BA) und der Harvard Divinity School. Sie erhielt ihren Ph.D. an der Yale University. Von 1969 bis 1981 lehrte sie in Yale, von 1981 bis 1987 an der Hartt School of Music der University of Hartford und ab 1987 an der Eastman School of Music.
Sie ist eine Expertin für norddeutsche und nordeuropäische Barock-Musik, insbesondere Orgelmusik, und verfasste die maßgebliche Biographie Dietrich Buxtehudes. 1988 startete sie gemeinsam mit dem Musikwissenschaftler der Universität Uppsala Erik Kjellberg eine Initiative zur Digitalisierung der Dübensammlung, die der Öffentlichkeit über das Internet zugänglich gemacht werden sollte. Im September 2006 wurde die Datenbank im Rahmen eines musikwissenschaftlichen Symposiums im Museum Gustavianum und eines Konzertes der Öffentlichkeit übergeben.

## Ehrungen
- 1991 Buxtehude-Preis der Hansestadt Lübeck

## Werke
- Dieterich Buxtehude: Organist in Lübeck. Schirmer Books, New York 1987, ISBN 0-02-873080-1.

Deutsch: Dieterich Buxtehude. Leben, Werk, Aufführungspraxis. Übersetzung der 2., überarbeiteten Auflage von 2007. Bärenreiter, Kassel 2007, ISBN 978-3-7618-1836-7.
- als (Hrsg.): The Organ as a Mirror of Its Time. Oxford University Press, Oxford 2002, ISBN 0-19-514415-5.